# Ахалцихская и Тао-Кларджетская епархия

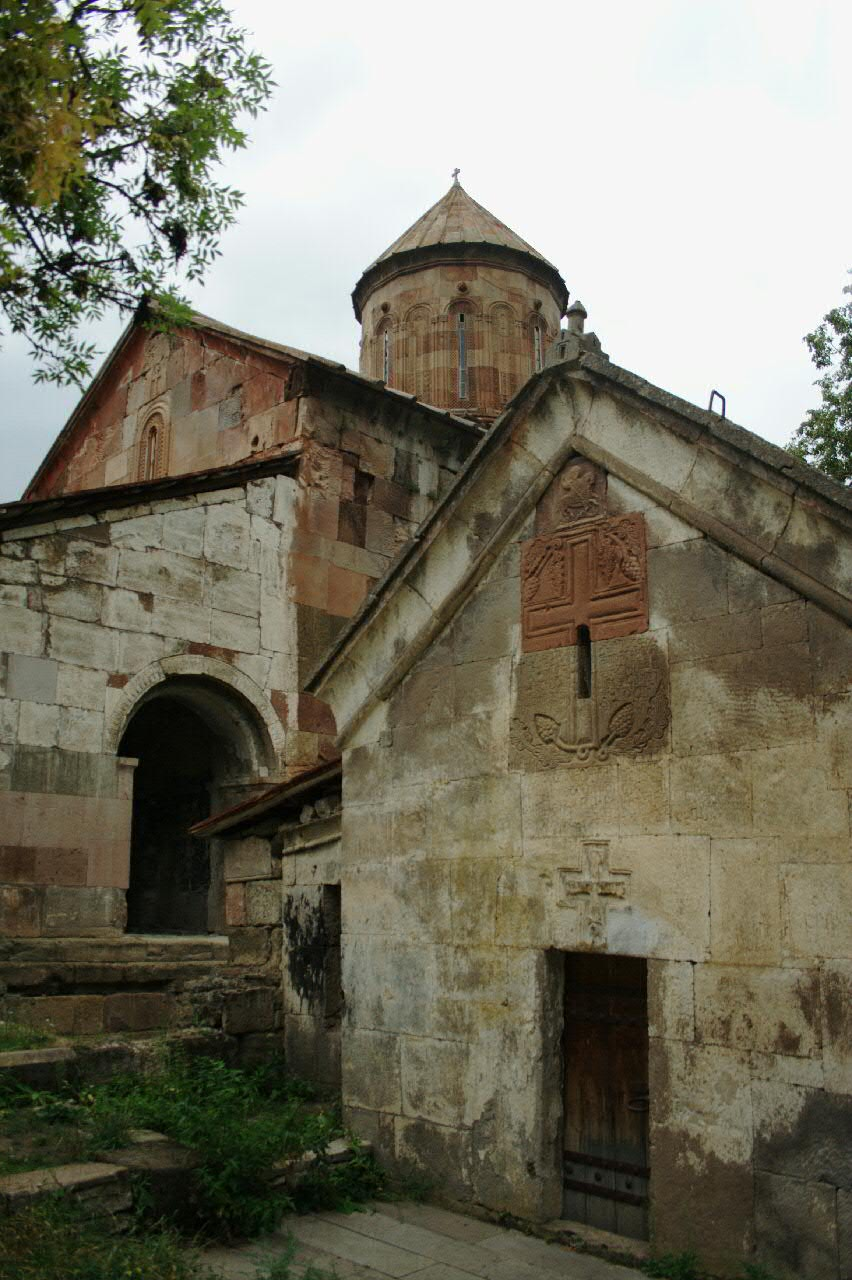

Ахалцихская и Тао-Кларджетская епархия (груз. ახალციხისა და ტაო-კლარჯეთის ეპარქია) — епархия Грузинской православной церкви на территории Ахалцихского, Адигенского и Аспиндзского муниципалитетов на юго-западе Грузии, а также 3 ила и северную часть Эрзурумского ила на северо-востоке Турции.
Кафедра и архиерейская резиденция располагается в Сафарском монастыре в Ахалцихе.

## История
14 декабря 1978 года Ацкурская епархия была переименована в «Ахалцихскую и Месхет-Джавахетскую». В 1983 году Ахалцихе стал кафедральным городом.
Постановлением Священного Синода Грузинской Православной Церкви от 5 апреля 1995 года из её состава была выделена Боржомско-Ахалкалакская епархия.
На начало 2000-х годов епархия насчитывала 18 действующих храмов, 14 священнослужителей, 7 монастырей.

## Епископы
- 19 августа 1979 — 1980 — Христофор (Цамалаидзе)
- 1980 — 29 июня 1981 — Амвросий (Катамадзе)
- 29 июня 1981 — 25 декабря 1992 — Анания (Джапаридзе)
- 27 декабря 1992 — 14 ноября 1997 — Сергий (Чекуришвили)
- 14 ноября 1997 — 8 октября 1998 — Николай (Пачуашвили)
- с 8 октября 1998 — Феодор (Чуадзе)

## Монастыри
- Георгия Победоносца в г. Абастумани (мужской)
- Георгия Победоносца, Чулевский (мужской)
- Марины, Рабатский, в г. Ахалцихе (женский)
- Пантелеимона Целителя в г. Абастумани (женский)
- Саввы Освященного, Сафарский (мужской)
- Успения Пресвятой Богородицы в г. Ахалцихе (женский)
- Успения Пресвятой Богородицы, Вардзийский (мужской)
- Успения Пресвятой Богородицы, Верхне-Вардзийский (женский)
- Успения Пресвятой Богородицы в с. Зарзма (мужской)

Учебные учреждения
- Ахалцихская духовная семинария